# Ревізійно-спостережна комісія (Польща)
Ревізійно-наглядова комісія – діючий у 2009-2019 роках постійно діючий орган державного управління, що здійснює нагляд за діяльністю аудиторів у структурі Міністерства фінансів. У 2020 році завдання Комісії взяло на себе нове виконавче агентство – Польське агентство з нагляду за аудитом.
Комісія була створена в 2009 році відповідно до Закону про державних аудиторів. Його створення було пов’язане з адаптацією польського законодавства до директиви Європейського Союзу. Комісію було ліквідовано, передавши її повноваження новому більшому державному органу з 1 січня 2020 року на підставі Закону від 11 травня 2017 року «Про аудиторів, аудиторські фірми та державний нагляд. Відтоді державні аудитори контролюються Польським агентством з нагляду за аудитом.
Строк повноважень ревізійно-спостережної комісії тривав 4 роки. Комісія збиралася на засіданнях, які мали проводитись не рідше одного разу на місяць і скликатися та очолюватись Головою КНА, а також у круговому режимі з умовою, що на засіданнях приймалися резолюції.
Ревізійно-ревізійна комісія здійснювала громадський контроль:
- практикуючи професію державного аудитора
- діяльність аудиторських фірм
- діяльності Палати державних аудиторів Польщі, в тому числі внесення до реєстру та списку
- діяльності аудиторських фірм, затверджених в країні Європейського Союзу, крім Республіки Польща, та внесених до списку згідно зі ст. 58, у межах, передбачених цим Законом
- діяльності суб'єктів аудиторської діяльності третьої країни в межах, передбачених Законом.